# André Félibien
André Félibien, signore degli Avaux e di Javercy (Chartres, maggio 1619 – Parigi, 11 giugno 1695), è stato un architetto e storico francese.

## Biografia
Nato a Chartres, si trasferì a Parigi a 14 anni per proseguire gli studi. Nel 1647 fu mandato a Roma in qualità di segretario d'ambasciata del marchese di Marueil ed egli ne approfittò per studiare i monumenti antichi, scoprire i tesori nascosti nelle biblioteche e intrecciare legami di amicizia con eruditi e amatori d'arte della città, anche mediante la traduzione da lui fatta della Vita di Pio V del cardinale Barberini. Tra gli amici, vi era anche Nicolas Poussin a dargli consigli preziosi.
Durante questo soggiorno, Félibien intrattenne con Valentin Conrart, segretario perpetuo dell'Académie française, una corrispondenza che ebbe per oggetto soprattutto l'attualità letteraria in Francia, sul fondo dei disordini politici provocati dalla Fronda nobiliare e degli eventi militari e diplomatici che portarono alla firma del Trattato di Vestfalia che pose fine alla Guerra dei trent'anni.
Tornato in Francia, si sposò e, con la speranza di trovare un impiego, si stabilì a Parigi. Fouquet, e poi Colbert, seppero riconoscere il suo talento, così che egli divenne nel 1663 membro dell'Académie des inscriptions et belles-lettres e, tre anni dopo, Colbert lo fece nominare storiografo del re. Nel 1671 Félibien fu nominato segretario dell'Académie royale d'architecture, appena fondata, e nel 1673 du conservatore del gabinetto delle antichità nel Palazzo Brion. Louvois aggiunse a tutte queste cariche quella di controllore generale delle strade e dei ponti.
Malgrado tutto, Félibien trovò il tempo per lo studio e le ricerche erudite, producendo diverse opere letterarie. Tra tutte, le migliori e più note sono gli Entretiens sur les vies et sur les ouvrages des plus excellents peintres anciens et modernes, apparsi in 5 volumi dal 1666 al 1688 con successive aggiunte pubblicati ad Amsterdam nel 1706 e a Trévoux nel 1725.
Altre opere sono l'Origine de la peinture (1660), i Principes de l'architecture, de la sculpture, de la peinture et des autres arts, avec un Dictionnaire des termes propres (1676-1690), la Description sommaire du château de Versailles (1674) e le Description des tableaux, des statues ... des maisons royales (1687). Félibien pubblicò anche descrizioni de La Trappe, le conferenze dell'Académie de peinture e tradusse dallo spagnolo lo Château intérieur de l'âme di Teresa d'Avila. Durante la sua vita, si dice che si sia mostrato fedele al proprio motto «Bene facere et vera dicere». 
Ebbe due figli, Jean-François Félibien (1658-1733), che fu un architetto come il padre e scrisse una Vie des plus célèbres architectes (1687), e Michel Félibien (1666-1719), che si fece monaco benedettino nell'abbazia di Saint-Germain-des-Prés e scrisse una Histoire de l'abbaye royale de Saint Denys en France e una Histoire de la ville de Paris, in 5 volumi, incompiuta e terminata dall'abate Lobineau.